# Десна (Свитави)
Десна (чеш. Desná) — деревня в районе Свитави Пардубицкого края Чешской Республики. В деревне проживает около 400 человек.